# سيرجيو أورتيغا (لاعب كرة قدم)
سيرجيو أورتيغا (بالإسبانية: Sergio Ortega Leguias)‏ هو لاعب كرة قدم بنمي في مركز ظهير ‏، ولد في 18 أبريل 1990 في بنما. لعب مع بلازا أمادور.

## وصلات خارجية
- سيرجيو أورتيغا (لاعب كرة قدم) على موقع إي إس بي إن إف سي (الإنجليزية)
- سيرجيو أورتيغا (لاعب كرة قدم) على موقع قاعدة بيانات كرة القدم.إي يو (الإنجليزية)
- سيرجيو أورتيغا (لاعب كرة قدم) على موقع ناشيونال فوتبول تيمز (الإنجليزية)
- سيرجيو أورتيغا (لاعب كرة قدم) على موقع Soccerbase.com (لاعب) (الإنجليزية)
- سيرجيو أورتيغا (لاعب كرة قدم) على موقع Soccerway.com (الإنجليزية)